# Mô tô nước tại Đại hội Thể thao Đông Nam Á 2023
Mô tô nước là một trong những môn thể thao được tranh tài tại Đại hội Thể thao Đông Nam Á 2023 ở Campuchia. Môn Mô tô nước tại SEA Games 32 diễn ra từ ngày 13 tới ngày 16 tháng 05 năm 2023 tại bãi biển Sokha, Sihanoukville, Campuchia.

## Nội dung thi đấu
Giải Jet Ski sẽ bao gồm sáu (06) sự kiện:
Ski GP, Ski 1500 Stock, Ski Lite, Runabout Stock, Runabout 1100 Stock, Endurance Runabout Open.

## Chương trình thi đấu
| Ngày       | TT | Giờ           | Giới tính | Sự kiện                 | Mô tô | Giai đoạn |
| ---------- | -- | ------------- | --------- | ----------------------- | ----- | --------- |
| 13 tháng 5 | 1  | 08:40 - 09:20 | Nam/Nữ    | Ski GP                  | 1     |           |
| 13 tháng 5 | 2  | 09:30 - 11:00 | Nam/Nữ    | Runabout Stock          | 1     |           |
| 13 tháng 5 | 3  | 11:10 -11:45  | Nam/Nữ    | Ski 1500 Stock          | 1     |           |
| 13 tháng 5 | 4  | 13:30 - 14:00 | Nam/Nữ    | Ski Life                | 1     |           |
| 13 tháng 5 | 5  | 14:10 - 14:40 | Nam/Nữ    | Runabout 1100 Stock     | 1     |           |
| 13 tháng 5 | 6  | 14:50 - 15:20 | Nam/Nữ    | Runabout 1100 Stock     | 1     |           |
| 14 tháng 5 | 7  | 08:40 - 09:20 | Nam/Nữ    | Ski GP                  | 2     |           |
| 14 tháng 5 | 8  | 09:30 - 11:00 | Nam/Nữ    | Runabout Stock          | 2     |           |
| 14 tháng 5 | 9  | 11:10 -11:45  | Nam/Nữ    | Ski 1500 Stock          | 2     |           |
| 14 tháng 5 | 10 | 13:30 - 14:00 | Nam/Nữ    | Ski Life                | 2     |           |
| 14 tháng 5 | 11 | 14:10 - 14:40 | Nam/Nữ    | Runabout 1100 Stock     | 2     |           |
| 14 tháng 5 | 12 | 14:50 - 15:20 | Nam/Nữ    | Endurance Runabout Open | 2     |           |
| 15 tháng 5 | 13 | 08:40 - 09:20 | Nam/Nữ    | Ski GP                  | 3     |           |
| 15 tháng 5 | 14 | 09:30 - 11:00 | Nam/Nữ    | Runabout Stock          | 3     |           |
| 15 tháng 5 | 15 | 11:10 -11:45  | Nam/Nữ    | Ski 1500 Stock          | 3     |           |
| 15 tháng 5 | 16 | 13:30 - 14:00 | Nam/Nữ    | Ski Life                | 3     |           |
| 15 tháng 5 | 17 | 14:10 - 14:40 | Nam/Nữ    | Runabout 1100 Stock     | 3     |           |
| 15 tháng 5 | 18 | 14:50 - 15:20 | Nam/Nữ    | Endurance Runabout Open | 3     | CHUNG KẾT |
| 16 tháng 5 | 19 | 08:40 - 09:20 | Nam/Nữ    | Ski GP                  | 4     | CHUNG KẾT |
| 16 tháng 5 | 20 | 09:30 - 11:00 | Nam/Nữ    | Runabout Stock          | 4     | CHUNG KẾT |
| 16 tháng 5 | 21 | 11:10 -11:45  | Nam/Nữ    | Ski 1500 Stock          | 4     | CHUNG KẾT |
| 16 tháng 5 | 22 | 13:30 - 14:00 | Nam/Nữ    | Ski Life                | 4     |           |
| 16 tháng 5 | 23 | 14:10 - 14:40 | Nam/Nữ    | Runabout 1100 Stock     | 4     | CHUNG KẾT |

## Bảng huy chương
| Hạng               | Đoàn               | Vàng | Bạc | Đồng | Tổng số |
| ------------------ | ------------------ | ---- | --- | ---- | ------- |
| 1                  | Thái Lan           | 4    | 5   | 1    | 10      |
| 2                  | Campuchia          | 1    | 1   | 2    | 4       |
| 3                  | Indonesia          | 1    | 0   | 2    | 3       |
| 4                  | Philippines        | 0    | 0   | 1    | 1       |
| Tổng số (4 đơn vị) | Tổng số (4 đơn vị) | 6    | 6   | 6    | 18      |

## Danh sách huy chương
| Event                    | Vàng                               | Bạc                            | Đồng                                |
| ------------------------ | ---------------------------------- | ------------------------------ | ----------------------------------- |
| Endurance runabaout open | Aero Sutan Aswar · Indonesia       | Theerapong Pimpawat · Thái Lan | Aqsa Sutan Aswar · Indonesia        |
| Runabout stock           | Permphon Teerapatpanich · Thái Lan | Nuttakorn Pupakdee · Thái Lan  | Aqsa Sutan Aswar · Indonesia        |
| Runabout 1100 stock      | Pianrat Srikongruk · Thái Lan      | Sasina Phiwngam · Thái Lan     | Billy Joseph Yang Ang · Philippines |
| Ski GP                   | Saly Ou Moeut · Campuchia          | Min Mustan · Campuchia         | Nantawat Singurai · Thái Lan        |
| Ski lite                 | Arnon Hongklang · Thái Lan         | Nantawat Singurai · Thái Lan   | Saly Ou Moeut · Campuchia           |
| Ski 1500 stock           | Tanawin Molee · Thái Lan           | Narathip Thongyoo · Thái Lan   | Kay Vansiden · Campuchia            |